# Mary Marques
Maria José Felícia Marques (11 de fevereiro de 1896 — 3 de janeiro de 2008) foi uma supercentenária nascida em Portugal. Faleceu no estado de Massachusetts, Estados Unidos, aos 111 anos e 326 dias.

## Biografia
Nascida numa zona montanhosa indeterminada, a pequena Maria Nunes pastoreava cabras desde os 5 anos de idade. Assim nunca aprendeu a ler ou a escrever. Casou com Albano Marques e teve duas filhas. Emigrou para os Estados Unidos em 1936, passando a residir em Holyoke e trabalhando na manufatura de chapéus.
Mary era simples, gentil e agradável às pessoas e sempre teve um modo calmo de viver a vida. Continuou a trabalhar no jardim até aos 105 anos de idade e fez croché até ao dia do seu falecimento. O segredo da sua longevidade foi "Nunca estar parada e um pouco de vinho tinto."